# موزه فرماندهی راهبردی هوایی و هوافضا
موزه فرماندهی راهبردی هوایی و هوافضا (انگلیسی: Strategic Air Command & Aerospace Museum) موزه واقع در اشلند، نبراسکا ایالات متحده است که بر روی نمایش هواگردها و موشک‌های هسته ای نیروی هوایی ایالات متحده تمرکز دارد.